# El Buena
El Buena es una localidad de México perteneciente al municipio de Cardonal en el estado de Hidalgo.

## Toponimia
Anteriormente, la comunidad era conocida con el nombre de El Buena Huizache, la palabra "El Buena" es derivado de la pronunciación del nombre de la planta B'ona en Otomí, planta abundante en las laderas de la población. 

## Geografía
A la localidad le corresponden las coordenadas geográficas 20° 38’ 5.157” de latitud norte y 99° 8’ 39.017” de longitud oeste, con una altitud de 2147 m s. n. m. Se encuentra a una distancia aproximada de 7.71 kilómetros al noroeste de la cabecera municipal, Cardonal.
En cuanto a fisiografía se encuentra dentro de las provincia de la Sierra Madre Oriental, dentro de la subprovincia del Carso Huasteco; su terreno es de sierra y lomerío. En lo que respecta a la hidrografía se encuentra posicionado en la región Panuco, dentro de la cuenca del río Moctezuma, en la subcuenca del río Actopan. Cuenta con un clima templado subhúmedo con lluvias en verano, de menor humedad.
Al norte limita con las comunidades de Cerritos y Piedra chica, al sur con la comunidad de El Deca, al poniente con la comunidad de San Miguel Jigui y al oriente con la comunidad del Vithe, todos ellos pertenecientes al mismo municipio.

## Demografía
En 2020 registró una población de 779 personas, lo que corresponde al 4.01 % de la población municipal. De los cuales 354 son hombres y 425 son mujeres. Tiene 173 viviendas particulares habitadas.
La localidad se compone de dos barrios El Huizache y El Buena. El idioma principal es el Otomí, con la variante del Otomí del Valle del Mezquital, aunque se habla con mayor frecuencia el idioma español. Las religiones que profesa la mayoría de la población son la Católica y la Evangélica.
| Gráfica de evolución demográfica de El Buena entre 1950 y 2020                                              |
| |
| Población de los censos y conteos del Instituto Nacional de Estadística y Geografía (INEGI) de 1950 a 2010. |

## Economía
La localidad tiene un grado de marginación medio y un grado de rezago social bajo. Tiene una población económicamente activa cercana al 80%, generalmente en el comercio, agricultura y ganadería.